# Diego Bengolea
Diego Didier Bengolea Vargas (Cochabamba, Bolivia. 7 de diciembre de 1979) es un exfutbolista boliviano. Se desempeñaba como centrocampista.

## Clubes
| Club                   | País    | Año           |
| ---------------------- | ------- | ------------- |
| Jorge Wilstermann      | Bolivia | 1999 - 2001   |
| San José               | Bolivia | 2002 - 2003   |
| Aurora                 | Bolivia | 2004 - 2006   |
| Jorge Wilstermann      | Bolivia | 2007          |
| The Strongest          | Bolivia | 2008          |
| Bolívar                | Bolivia | 2009          |
| Universitario de Sucre | Bolivia | 2010          |
| Jorge Wilstermann      | Bolivia | 2011-2012     |
| Aurora                 | Bolivia | 2012-presente |